# Ameretat
În mitologia persană, Ameretat este personificarea nemuririi și protectoarea plantelor. A cincea lună a anului îi este dedicată. Numele ei înseamnă "fără moarte", ea fiind cel mai mare dușman al zeiței bătrâneții, Zarich.